# Антонович Тарас Миколайович
Антонович Тарас Андронік Миколайович (28 серпня 1908, Долина, тепер Івано-Франківська область — 24 жовтня 1986, Клівленд, Огайо, США) — юрист, фахівець у галузі зйомки навчальних медичних кінострічок, український громадський діяч, член-кореспондент НТШ.

## Життєпис

Родина Антоновичів у 1917 році. Зліва направо: Ірина, мама Єлизавета, Тарас, Омелян, батько Микола, Роман

Народився 28 серпня 1908 року в місті Долина (Галичина). Старший брат Романа та Омеляна Антоновичів.
Закінчив у 1926 році Станиславівську українську гімназію. Продовжив навчання на юридичному факультеті Львівського університету, де здобув ступінь магістра, а 1937 року — доктора філософії права. Працював юристом у Львові та обіймав керівні посади у Львівській палаті адвокатів.
У 1945 році емігрував до Німеччини, де вчителював в українській гімназії у таборі для переміщених осіб (Ді-Пі) у Розенгаймі. 
З 1949 року в США. Спочатку проживав у місті Амстердам (штат Нью-Йорк). У середині 1950х здобув нову освіту в галузі виробництва навчальних медичних кінострічок у НДІ Збройних сил США ім. Волтера Ріда у Вашингтоні та переїхав до Клівленда, де протягом 1953–1963 працював адміністратором рентгенологічного відділення медичної клініки Західного резервного університету Кейса. До пенсії працював директором студії навчальних кінофільмів цього університету.

### Участь в українському громадському житті
Член Українського народного союзу з 1975 року. Член контрольної комісії українського кредитного кооперативу «Самопоміч» у Клівленді. 
Засновник і почесний президент українського національного хору ім. Т. Шевченка «Дніпро» у Клівленді. 
З 1975 року член-кореспондент НТШ у США. З 28 червня 1980 по 1986 рік — голова осередку НТШ у Клівленді.